# Trafalgar Square

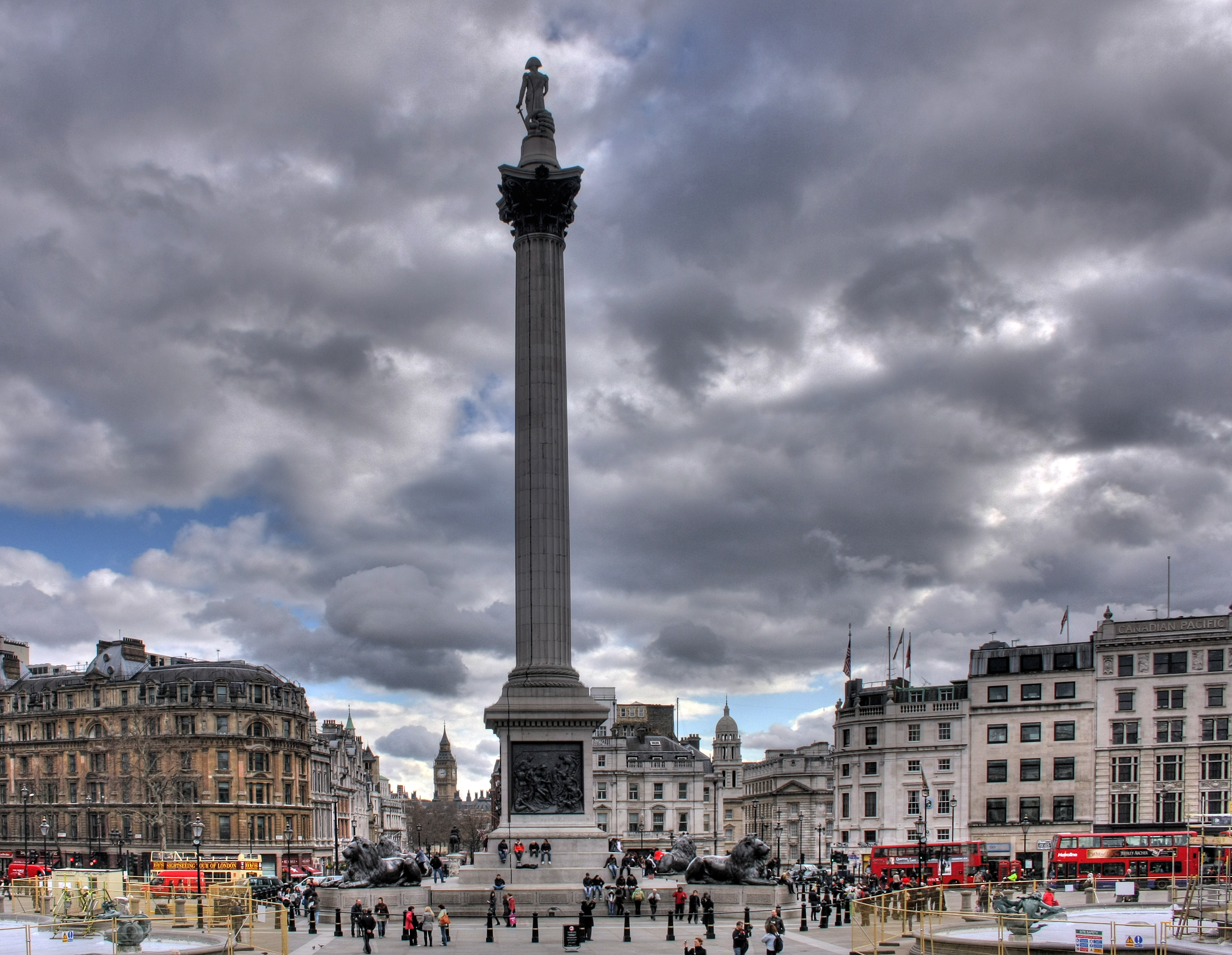
Trafalgar Square med kolonn och Nelson-staty.

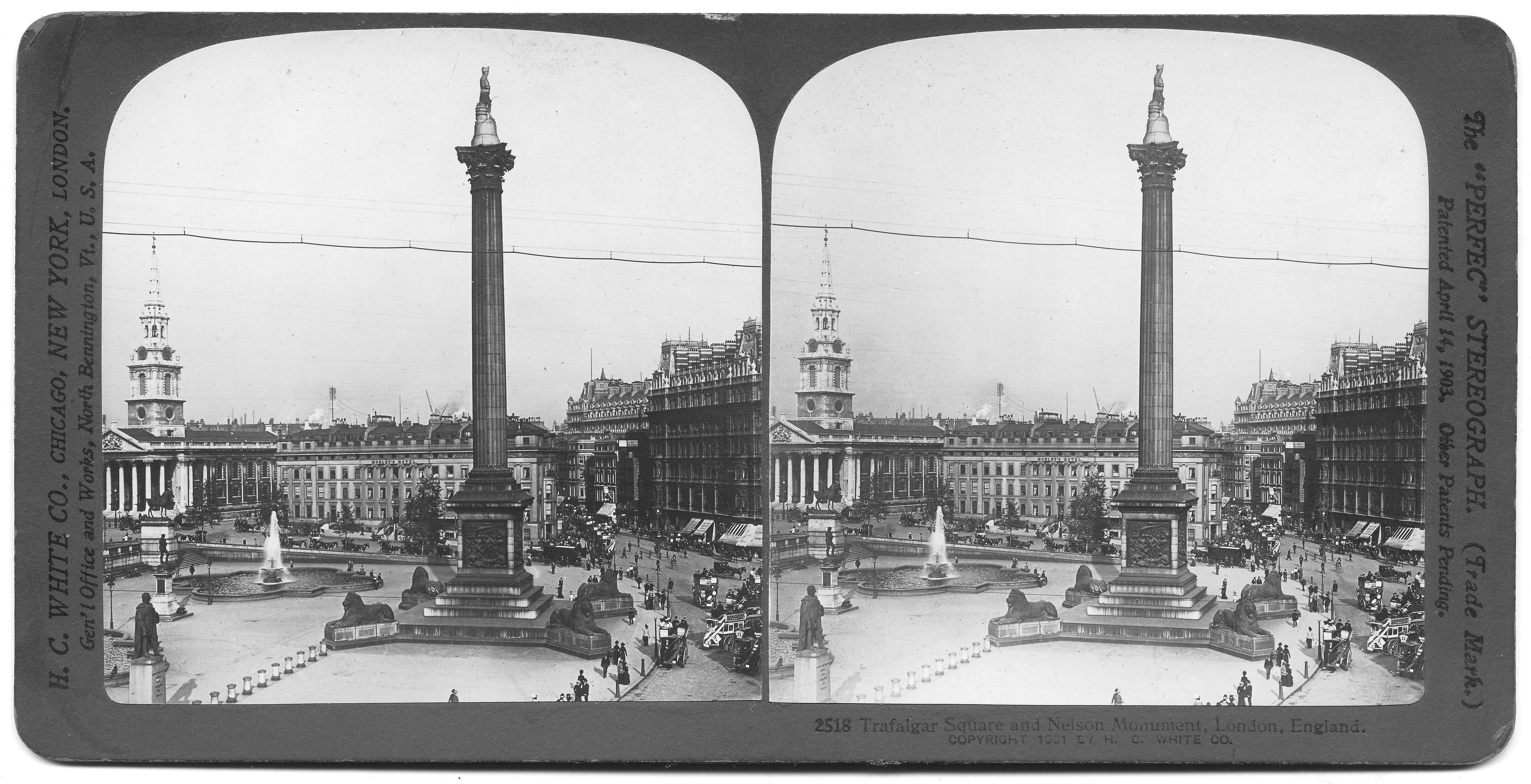
Trafalgar Square, London 1901.

Trafalgar Square är ett torg i West End i centrala London. Torget projekterades från 1820-talet, först under ledning av arkitekten John Nash, sedan under ledning av sir Charles Barry och var färdigt 1845. Torget har sitt namn efter och är tänkt som minnesmärke över slaget vid Trafalgar (1805), en brittisk sjöseger under napoleonkrigen. Upphovsman till torgets namn var George Ledwell Taylor. Ursprungligen var det tänkt att det nya torget skulle heta "kung Vilhelm IV:s torg".
Mitt på Trafalgar Square står en 56 meter hög kolonn och, på toppen av den, en staty föreställande Lord Nelson.
Torget inramas av stadsgator, bland andra Strand, Whitehall och The Mall, på tre håll och trapporna upp till National Gallery på det fjärde. Före 2003 var motortrafiken enkelriktad på samtliga tre gator. Gångtunnlar förbinder torget med Charing Cross tunnelbanestation. Mitt på torget står Nelsonkolonnen, omgiven av två fontäner och fyra stora bronslejon skulpterade av sir Edwin Landseer; det påstås att detta brons kommer från franska fartygskanoner, som smälts ner av britterna. Nelsonkolonnen pryds längst upp av en staty föreställande Horatio Nelson, segerherren vid Trafalgar. Fontänerna är minnesmärken till amiraler David Beatty och John Jellicoe.
På norra sidan av torget finns museet National Gallery och kyrkan St Martin-in-the-Fields. Alldeles i närheten ligger National Portrait Gallery. Torget ansluts till paradgatan The Mall via Admiralty Arch (Amiralitetets triumfbåge) mot sydväst. Söder om torget finner man Whitehall, österut The Strand, mot norr Charing Cross Road och slutligen i väster Canada House (landets ambassad i Storbritannien).
I varje hörn av torget finns ett fundament, där de nordliga två var avsedda för ryttarstatyer, och därför är större än de båda sydliga. På tre av fundamenten står statyer: Georg IV (nordöst, sedan 1840-talet), sir Henry Havelock (sydväst, sedan 1861, av William Behnes), och sir Charles James Napier (sydväst, sedan 1855). Londons borgmästare (Mayor of London) Ken Livingstone, en vänsterradikal, uttryckte år 2000 en önskan om att ersätta ryttarstatyerna med statyer relevanta för människorna på 2000-talet. I olika sammanhang har också diskuterats uppförandet av en staty på det fjärde fundamentet, där på grund av brist på pengar aldrig någon staty av Vilhelm IV uppfördes; och i linje med Livingstones uttryckta vilja har det bland andra föreslagits en staty av Nelson Mandela.
Sedan 1947 placeras varje jul en norsk julgran på torget. Granen skänks av norska staten som ett tack för den brittiska hjälpen under andra världskriget.